# Ytrac
Ytrac é uma comuna francesa na região administrativa de Auvérnia-Ródano-Alpes, no departamento de Cantal. Estende-se por uma área de 38,26 km². Em 2010 a comuna tinha 4 419 habitantes (densidade: 115,5 hab./km²).